# Незамаевское сельское поселение (Павловский район)
Незамаевское сельское поселение — муниципальное образование в составе Павловского района Краснодарского края России. 
В рамках административно-территориального устройства Краснодарского края ему соответствует Незамаевский сельский округ.
Административный центр и единственный населённый пункт — станица Незамаевская.

## География
Площадь поселения — 203,47 км².

## Население
| 2010  | 2012  | 2013  | 2014  | 2015  | 2016  | 2017  |
| ----- | ----- | ----- | ----- | ----- | ----- | ----- |
| 2744  | ↘2743 | →2743 | ↘2728 | ↗2747 | ↗2754 | ↘2745 |
| 2018  | 2019  | 2020  | 2021  | 2023  |       |       |
| ↘2739 | ↘2714 | ↘2694 | ↘2467 | ↘2397 |       |       |

## Экономика
На территории сельского поселения работают фермерские и крестьянские хозяйства. Крупных предприятий на данный момент в станице Незамаевская не осталось. Ранее на территории сельского поселения имелось сельхоз-предприятие ООО "Агротехнология-с", на май 2020 года проходит процедуру ликвидации.  
С февраля 1956 года - сентябрь 1991 года колхоз Страна Советов. 
С сентября 1991 - октябрь 2008 года ЗАО "Незамаевское".  
С февраля 2005 года ООО "Агротехнология-с", фактически на 2020 год предприятие уже не осуществляет производственной деятельности. 